# Stanisław Kohlmünzer
Stanisław Kohlmünzer (ur. 11 sierpnia 1919 w Warszawie, zm. 4 listopada 2001) – polski farmakolog, specjalista z zakresu farmakognozji, wieloletni kierownik Katedry Botaniki Farmaceutycznej Akademii Medycznej w Krakowie, doktor honoris causa Akademii Medycznej w Lublinie.

## Życiorys
Stanisław Kohlmünzer rozpoczął w 1937 roku studia farmaceutyczne na Uniwersytecie Warszawskim. Dyplom magistra farmacji uzyskał w 1945 roku na Uniwersytecie Jagiellońskim. Po 12 latach zatrudnienia w aptekach oraz Krakowskich Zakładach Zielarskich, w 1957 roku podjął pracę naukową w Katedrze Botaniki Farmaceutycznej Akademii Medycznej w Krakowie. Stopień doktora uzyskał w 1959 roku pod kierunkiem profesor Ireny Turowskiej, habilitację w 1966 roku. Rok później został profesorem nadzwyczajnym.
W 1972 roku objął stanowisko kierownika Katedry Botaniki Farmaceutycznej. Pracował również w Instytucie Farmakologii Polskiej Akademii Nauk w Krakowie, gdzie pełnił funkcję kierownika Zakładu Fitochemii. W 1985 roku otrzymał tytuł profesora zwyczajnego. Na emeryturę przeszedł w 1989 roku, ale pozostał związany z Katedrą Botaniki Farmaceutycznej, od 1993 roku w Collegium Medicum Uniwersytetu Jagiellońskiego, a po śmierci profesora Jana Grzybka (1996) ponownie na trzy lata objął jej kierownictwo. Był członkiem Senatu Akademii Medycznej.
Jego dorobek naukowy obejmuje ponad 150 publikacji, w tym około 100 prac eksperymentalnych. Był autorem podręcznika dla studentów farmacji Farmakognozja. Pełnił funkcję członka i wiceprzewodniczącego Rady Naukowej Instytutu Farmakologii PAN, przewodniczącego Komisji Leku Naturalnego i Biotechnologii PAN, członka Komitetu Terapii oraz Komitetu Nauk o Leku PAN, członka Rady Naukowej Instytutu Roślin i Przetworów Zielarskich w Poznaniu. Był członkiem Komisji Farmakopei Polskiej. W 1995 roku został mu nadany doktorat honorowy Akademii Medycznej w Lublinie.
Zmarł 4 listopada 2001 roku. Został pochowany na cmentarzu Rakowickim w Krakowie.